# Mohamed Boughali
Mohamed Boughali, né en 1944 à Marrakech, est un écrivain et universitaire marocain.

## Biographie
Mohamed Boughali est diplômé de la Faculté des Lettres et des Sciences Humaines de Rabat, de la Sorbonne, ainsi que de la Faculté de Lettres d'Amiens.
Il enseigne la philosophie au lycée, puis la psycho-pédagogie avant de devenir professeur de philosophie à la Faculté des Lettres de Marrakech. Par la suite, il prend la fonction de doyen de la même faculté de 1981 à 1999,.

## Distinctions
- Chevalier de l'Ordre du Trône (1990)[1]
- Médaille de Vermeil de l'Académie française (Prix du Rayonnement de la langue et de la littérature françaises) (1990)[3]

## Principaux ouvrages
- La Représentation de l'espace chez le Marocain illettré : Mythes et tradition orale, Editions Anthropos, 1974 (ISBN 9782307114185). Préface de Germaine Tillion. Réédité en 1988 chez Afrique Orient.
- Poétique de la pudeur, Université Cadi Ayyad, Marrakech, 1981.
- Lettre ouverte à un Arabe, Université Cadi Ayyad, Marrakech, 1983.
- Introduction à la poétique de Léopold Sedar Senghor, Afrique Orient, 1986.
- Érotique du langage chez Roland Barthes, Afrique Orient, 1986.
- Espace d'écriture au Maroc, Afrique Orient, 1987.
- Sociologie des maladies mentales au Maroc, Afrique Orient, 1988.
- Figures de la solitude dans la poésie de Zaghloul Morsy, Editions La Porte, 1989[4].
- Approche d'Yves Bonnefoy, Université Cadi Ayyad, Marrakech, 1989.
- Jacques Berque ou la saveur du monde arabe, Editions La Porte, 1995[5].
- Salah Stétié : Un poète vêtu de terre, Editions Publisud, 1996 (ISBN 2866007786).
- Hommage au président Léopold Sédar Senghor, Université Cadi Ayyad, Marrakech, 1998[6].
- La Littérature selon Gilles Deleuze, Université Cadi Ayyad, Marrakech, 2004[7].
- Contributions à la revue de la faculté des lettres et des sciences humaines de Marrakech.